# Guadarrama (Venezuela)
Pour les articles homonymes, voir Guadarrama.
Guadarrama est la capitale de la paroisse civile de Guadarrama de la municipalité d'Arismendi dans l'État de Barinas au Venezuela. Située sur la rive sud du río Portuguesa qui constitue la frontière avec l'État voisin de Cojedes, elle est desservie par l'aéroport de Guadarrama.